# 上颌正门齿
上颌正门齿（maxillary central incisor）又称上颌中切牙，俗称“大门牙”，指人类上颌正中的两颗门齿。在美观和啃咬食物中都有重要作用。
|  |  |  |  |  |

## 铲形门齿
上颌正门齿的一种形态为舌侧凹陷，左右两边翻卷成铲状，称为铲形门齿（Shovel-shaped incisor），在世界各地都有，而以东亚人中最为常见。旧时曾被体质人类学家认为是黄色人种的特征之一。